# Georg Kühlewein
Georg Kühlewein (* 1593; † 1656) war von 1630 bis 1656 Bürgermeister der Stadt Magdeburg. 

## Leben

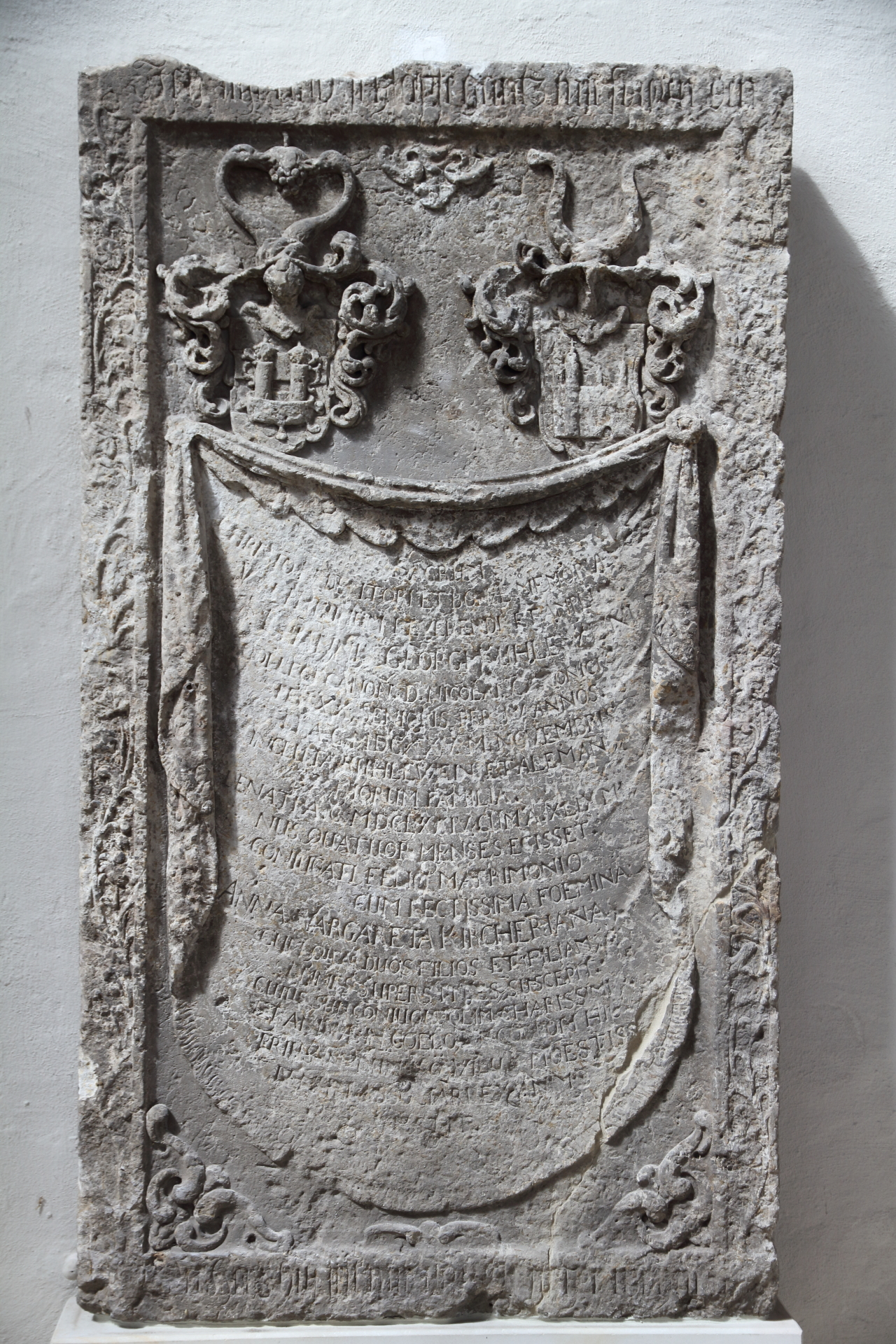
Epitaph für Georg Kühlewein in der Johanniskirche

Georg Kühlewein heiratete im Jahre 1620 Margarete Alemann, Tochter einer der einflussreichsten Familien Magdeburgs. Die Kaufmannsdynastie Alemann hatte bereits 1287 einen Ratsherren gestellt, und zwischen 1477 und 1615 waren acht Mitglieder der Familie Bürgermeister in Magdeburg gewesen. Georg und Margarete Kühlewein hatten zwei Kinder, die Söhne Kilian und Johann Georg. Die Familie lebte wahrscheinlich im Brauhaus Zum Goldenen Löwen (Breiter Weg 55), das Kühlewein um 1631 erwarb. 
Im Jahre 1628 wurde Kühlewein erstmals in den Annalen der Stadt Magdeburg als Kämmerer erwähnt. Zu dieser Zeit herrschte bereits der Dreißigjährige Krieg, und Kühlewein gehörte der kaisertreuen Partei im Magdeburger Rat an, die sich bemühte, ein gutes Verhältnis zu dem die Rekatholisierung betreibenden Ferdinand II. herzustellen. Unter dem Eindruck der wegen der schlechten wirtschaftlichen Verhältnisse in Magdeburg ausgebrochenen Unruhen wurde Kühlewein 1630 zusammen mit Martin Brauns als Bürgermeister gewählt. Obwohl immer noch der „kaiserlichen Fraktion“ im Rat angehörend, musste er unter dem Druck der Bürgerschaft am 1. August 1630 einen Allianzvertrag mit Schweden unterzeichnen, mit dem sich Magdeburg auf die Seite des protestantischen Königs Gustav Adolf II. stellte. Wie sehr er andererseits unter dem Einfluss seines auf der kaiserlichen Seite stehenden Schwagers Johann Alemann stand, beweist dessen Brief vom 5. Mai 1631, mit dem er einen Vergleich mit dem kaiserlichen Belagerer Magdeburgs Tilly anmahnte. Dieser Brief brachte später beiden den Ruf von Verrätern ein.
Nachdem Tilly am 10. Mai 1631 Magdeburg erobert hatte, floh Kühlewein mit weiteren Ratsherren, unter ihnen auch Magdeburgs späterer Bürgermeister Otto Gericke (später Otto von Guericke), in das Haus seines Schwagers Alemann Alter Markt 11. Während Bürgermeister Brauns mit vier anderen Ratsherren umkam, wurden die Flüchtlinge um Kühlewein durch das Eingreifen des kaiserlichen Offiziers von Walmerode gerettet. Kühlweins Frau allerdings, die im eigenen Haus Breiter Weg 55b zurückgeblieben war, wurde ein Opfer des in der Stadt ausgebrochenen Brandes und erstickte im Keller.
Im Gegensatz zu seinem Schwager Johann Alemann, der wegen seiner kaisertreuen Haltung aus der Stadt vertrieben und dessen Vermögen konfisziert wurde, war Kühlewein schnell wieder rehabilitiert. Zunächst als 2. Bürgermeister war er ab 1638 wieder Bürgermeister der Stadt Magdeburg und versah dieses Amt noch achtzehn Jahre bis zu seinem Tode 1656. In diese Zeit fiel der Wiederaufbau der 1631 völlig zerstörten Stadt, und die Zeitausmaße werden deutlich durch das von Kühlewein erst 1642 unterzeichnete Dekret über den Wiederaufbau der Johanniskirche. Kühlewein war auch nach der Zerstörung vermögend. Schon 1639 war er in der Lage, auf dem Grundstück Marstallstraße zwei Häuser zu erwerben. Später betrieb er einen intensiven Immobilienhandel, so kaufte er 1640 das Grundstück Georgenplatz 11–12, das spätere Haus Zur goldenen Lanze, um es zwei Jahre später weiterzuveräußern, das Gleiche geschah mit dem „Goldenen Helm“ Breiter Weg 159 in den Jahren 1647/49 in einem Handel mit dem Kaufmann Matthias Wrede. Das Grundstück Schuhbrücke 11, das spätere Haus Zum goldenen Beil, war an ihn als Mitgläubiger gefallen und wurde 1645 verkauft. 1649 veräußerte er das Grundstück Zu den drei Rosen in der Großen Junkerstraße 2 für 200 Taler. Im gleichen Jahr verkaufte er für 250 Taler auch das Grundstück Tischlerbrücke 17.

## Ehrung
Heute erinnert in Magdeburg die Kühleweinstraße an den Bürgermeister der Stadt im Dreißigjährigen Krieg.